# جيونغ جي دونغ
جيونغ جي دونغ مواليد 13 مايو 1961 في كوريا الجنوبية، هو لاعب كرة قدم كوري جنوبي. يلعب كحارس مرمى. مثّل منتخب كوريا الجنوبية لكرة القدم. سبق له أن لعب في كأس العالم لكرة القدم مع منتخب بلاده.

## المسيرة الاحترافية

### أندية لعب لها
- بوهانغ ستيلرز

## روابط خارجية
- جيونغ جي دونغ على موقع الاتحاد الدولي (مؤرشف)  (الإنجليزية)
- جيونغ جي دونغ على موقع دوري كوريا الجنوبية (الإنجليزية)
- جيونغ جي دونغ على موقع قاعدة بيانات كرة القدم.إي يو (الإنجليزية)
- جيونغ جي دونغ على موقع ناشيونال فوتبول تيمز (الإنجليزية)